# Fa trưởng
Fa trưởng là một âm giai trưởng dựa trên nốt Fa, bao gồm các nốt nhạc sau Fa, Sol, La, Si giáng, Đô, Rê, Mi, và Fa. Bộ khóa của nó có 1 dấu giáng.
Cung thể tương đương (relative key) với nó là cung Rê thứ và cung thể cùng bậc (parallel key) với nó là cung Fa thứ. Fa trưởng là loại cung thể chủ đạo mà kèn Anh hay chơi, tương tự như vậy với kèn basset, trumpet và Wagner tuba. Tuy nhiên, các bản nhạc ở giọng Fa trưởng mà những nhạc cụ này chơi thường được viết ở cung Đô trưởng.
Sáu bản Overture của Francesco Maria Veracini viết cho Hoàng tử Dresden phần lớn ở cung Fa trưởng hoặc Si giáng do sự hạn chế của nhạc cụ khí hơi trong dàn nhạc giao hưởng của Hoàng tử.

## Những tác phẩm viết ở cung này
- Giao hưởng số 6, the "Pastoral" - Ludwig Van Beethoven
- Soul to Squeeze - The Red Hot Chili Peppers (bản này mới đầu được viết ở cung La trưởng)
- Theme from Family Guy - Walter Murphy và dàn nhạc của mình
- Desperados Under the Eaves - Warren Zevon
- Hey Jude - The Beatles
- Yesterday - The Beatles
- Sail Away - Randy Newman
- Bat out of Hell - Meat Loaf
- Kentucky Rain - Elvis Presley
- Space Oddity - David Bowie
- Feels So Good - Chuck Mangione
- Scar Tissue - The Red Hot Chili Peppers
- La Cucaracha - Mexican Traditional
- Happy Birthday To You - Traditional
- You Make My Dreams - Daryl Hall & John Oates
- "Rich Girl" - Daryl Hall & John Oates
- Don't Stop Me Now - Queen
- Right Where It Belongs - Nine Inch Nails
- Wouldn't It Be Nice - The Beach Boys
- Shout!, Shout! - Ernie Maresca
- You Sexy Thing - Hot Chocolate
- Go Your Own Way - Fleetwood Mac
- Axel F - Beverly Hills Cop Theme - Harold Faltermeyer (phần điệp khúc)
- Happy Days - Pratt & McClain
- Nobody Does It Better - Carly Simon
- The House That Built Me - Miranda Lambert